# عشق زندگیم (ترانه کوئین)
«عشق زندگیم» تک‌آهنگی از کوئین است که در سال ۱۹۷۹ میلادی منتشر شد. این تک‌آهنگ در آلبوم شبی در اپرا (آلبوم کوئین) قرار داشت.